# 流行正月
流行正月（はやりしょうがつ）とは、江戸時代以後に村の若者組などの要求によって設けられた臨時の休日のこと。取越正月（とりこししょうがつ）・盆正月（ぼんしょうがつ）などとも称された。

## 概要
本来は世情の良くない年に改めて正月を行って心機一転を図ろうとした慣習によるもので、古くは2月1日・6月1日などの特定の日に行われた。ところが、江戸時代後期に入ると滅多に休みを取ることが出来ない農村の若者組などが、村役人に対して示威行動を起こして休日の延長などを勝ち取ることによって得られた臨時の休日を指すことになった。地域によって異なるものの、田植え後の農休日や小正月・お盆などを1日延ばすことが行われ、中には正規の休日としてそのまま定着する場合もあった。
明治以後もそうした慣習が行われた地域も存在し、一部地域では現在も地域の行事として行われている場所が存在している。